# Медаль Перемоги у Другій світовій війні (США)
Медаль Перемоги у Другій світовій війні США (англ. World War II Victory Medal (United States)) — військова нагорода, медаль Збройних сил США для заохочення військовослужбовців країни усіх категорій, які проходили військову службу в лавах Збройних сил США з 7 грудня 1941 по 31 грудня 1946 року. Нагорода була заснована 6 липня 1945 року Актом Конгресу США (Публічний закон 135, 79-й Конгрес) і введений у дію розпорядженням Військового міністерства в 1945 році.

## Опис
Медаль Перемоги у Другій світовій війні вперше запроваджена, як нагородна стрічка, з назвою «нашивка Перемоги» (англ. “Victory Ribbon.”). З 1946 вона отримала статус повноцінної нагороди — медалі. Ця нагорода присвоюється кожному військовослужбовцю Збройних сил США, у тому числі військовикам уряду Співдружності Філіппін, хто перебував на військовій службі хоча би одну добу в період з 7 грудня 1941 по 31 грудня 1946 року.
Однак, попри тому, що Друга світова війна закінчилася офіційно 2 вересня 1945 року, критерії вручення медалі мають такі особливості. Нею нагороджують військовиків, котрі щойно поступили на службу до Збройних сил, були кадетами військових академій та шкіл, зокрема Військової, Військово-морської та Академії берегової охорони США. Водночас, статус ветерана війни вони не отримували. Причиною було те, що Президент США Гаррі Трумен офіційно оголосив про закінчення військових дій 31 грудня 1946 року
8 серпня 1946 року для заохочення моряків цивільного флоту Сполучених Штатів була заснована Медаль Перемоги для моряків цивільного флоту
Медаль Перемоги у Другій світовій війні виготовлялася з бронзи та була завширшки 1 3/8-дюйма (3,492 см). На лицьовому боці — фігура Визволення, що стоїть у повний зріст, повернувши голову праворуч на сонце, що сходить; права нога спирається на шолом бога війни з руків'ям зламаного меча у правій руці й зламаним лезом зброї в лівій руці; напис «ДРУГА СВІТОВА ВІЙНА» англійською мовою, вміщена трохи нижче центру.
На зворотньому боці медалі — написи «СВОБОДА ВІД СТРАХУ І ЗЛИДНІ» (англ. FREEDOM FROM FEAR AND WANT) і «СВОБОДА СЛОВА І РЕЛІГІЇ» (англ. FREEDOM OF SPEECH AND RELIGION), все в межах кола, складеного з слів «СПОЛУЧЕНІ ШТАТИ АМЕРИКИ 1941—1945»